# Oberachern
Oberachern ist der größte Stadtteil der großen Kreisstadt Achern im Norden des Ortenaukreises im Schwarzwald in Baden-Württemberg.

## Geographie

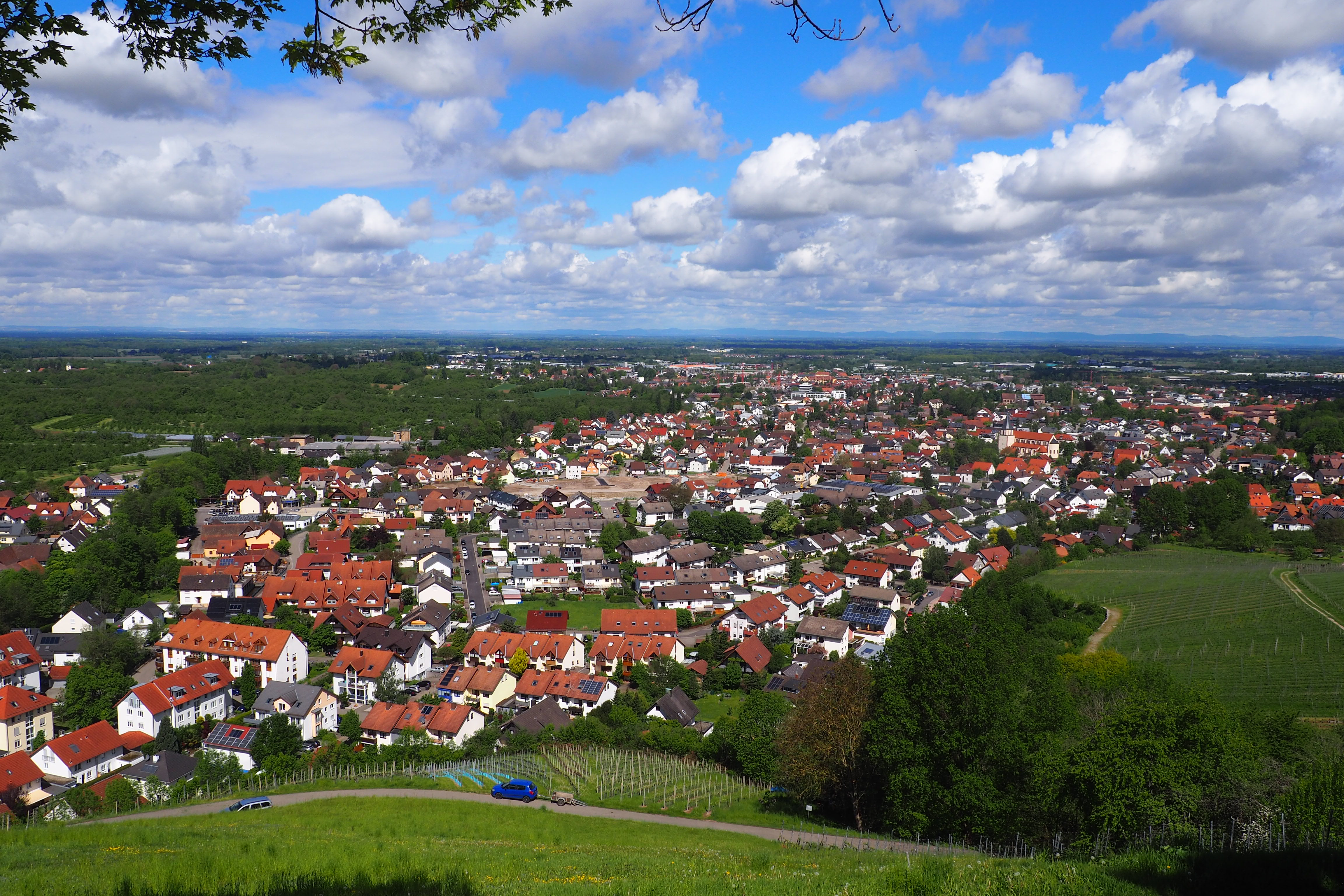

Oberachern liegt am nördlichen Ausgang des Achertal in die Oberrheinischen Tiefebene und gleichzeitig in der Vorbergzone am Westrand des nördlichen Schwarzwaldes. Das Dorf wird von der Acher – welche ihm den Namen gab – und dem Acherner Mühlbach in seiner ganzen Länge durchflossen. Was die Landschaft anbelangt, weist der Ort die typischen Merkmale aller Orte der Vorgebirgszone auf: im Talgrund Streuobstwiesen (fast ausschließlich Kirsch-, Zwetschgen- und Apfelbäume), an den klimatisch begünstigten Hängen des Bienenbuckels – mit 318 m die höchste Erhebung des Ortes – Weinberge und schließlich noch Mischwald. Aufgrund seiner günstigen Lage zu Achern ist Oberachern heute eine gute Wohngemeinde mit hohem Naherholungswert.
Eine Exklave der Gemarkung Oberachern – das Markgut – liegt inmitten der Gemarkung Fautenbach in der Rheinebene. Neben dem Hauptort hat Oberachern mit dem Illenbach und den Spinnerhöfen noch zwei kleinere, vom Hauptort abgetrennte Ortsteile.

## Geschichte
Oberachern wurde wie Achern um das Jahr 1090 als Acchara erstmals im Schenkungsbuch des Klosters Hirsau urkundlich erwähnt. Dabei handelte es sich um eine Schenkung von Berthold von Staufenberg an das Kloster Hirsau. Bei diesem Acchara handelte es sich nicht um eine geschlossene Siedlung, sondern eine unbestimmte Anzahl von Streuansiedlungen entlang der Acher. Es ist aber anzunehmen, dass es schon in vorchristlicher Zeit keltische Siedlungen gegeben hatte. Und aus römischer Zeit sind Mauerreste in Oberachern nachgewiesen.
Acchara kann erstmals 1115 in Zusammenhang mit den Herren von Achern exakt datiert werden, als ein Gottschalk von Achern auftaucht. Dieses Geschlecht hatte seinen Sitz im Oberacherner Wasserschloss (zum damaligen Zeitpunkt gab es noch keine Unterscheidung zwischen Oberachern und Achern bzw. Niederachern). Mit Andreas von Achern – kaiserlicher Vogt des Gerichtes Achern – scheint das Geschlecht im Mannesstamme ausgestorben zu sein. Ab dem 14. Jahrhundert entwickelten sich dann aus Acchara zwei selbständige Gemeinden: Oberachern und Nieder- oder Unterachern: 1339 wurde dann erstmals von „Acheren superiore“ oder acht Jahre später von „Obernacher“ gesprochen.
Der Orte gehörte zur Gaugrafschaft Ortenau innerhalb des alemannischen Stammesherzogtums. Nach dem Aussterben der Zähringer im Jahr 1218 ging die spätere Reichslandvogtei Ortenau an die Staufer über und blieb auch Besitz der jeweiligen Kaiser. Diese verpfändeten sich im Mittelalter mehrmals, so u. a. auch an die Markgrafen von Baden oder zuletzt gemeinsam an den Kurpfalz und Fürstenberg. 1551/57 löste das Kaiserhaus das Pfand ein und die Ortenau wurde Bestandteil von Vorderösterreich. Außer dem Zeitraum von 1701 bis 1771, als die Landvogtei an die Markgrafen von Baden-Baden als Lehen gegeben war, blieb der Ort bis in die Napoleonische Zeit vorderösterreichisch.

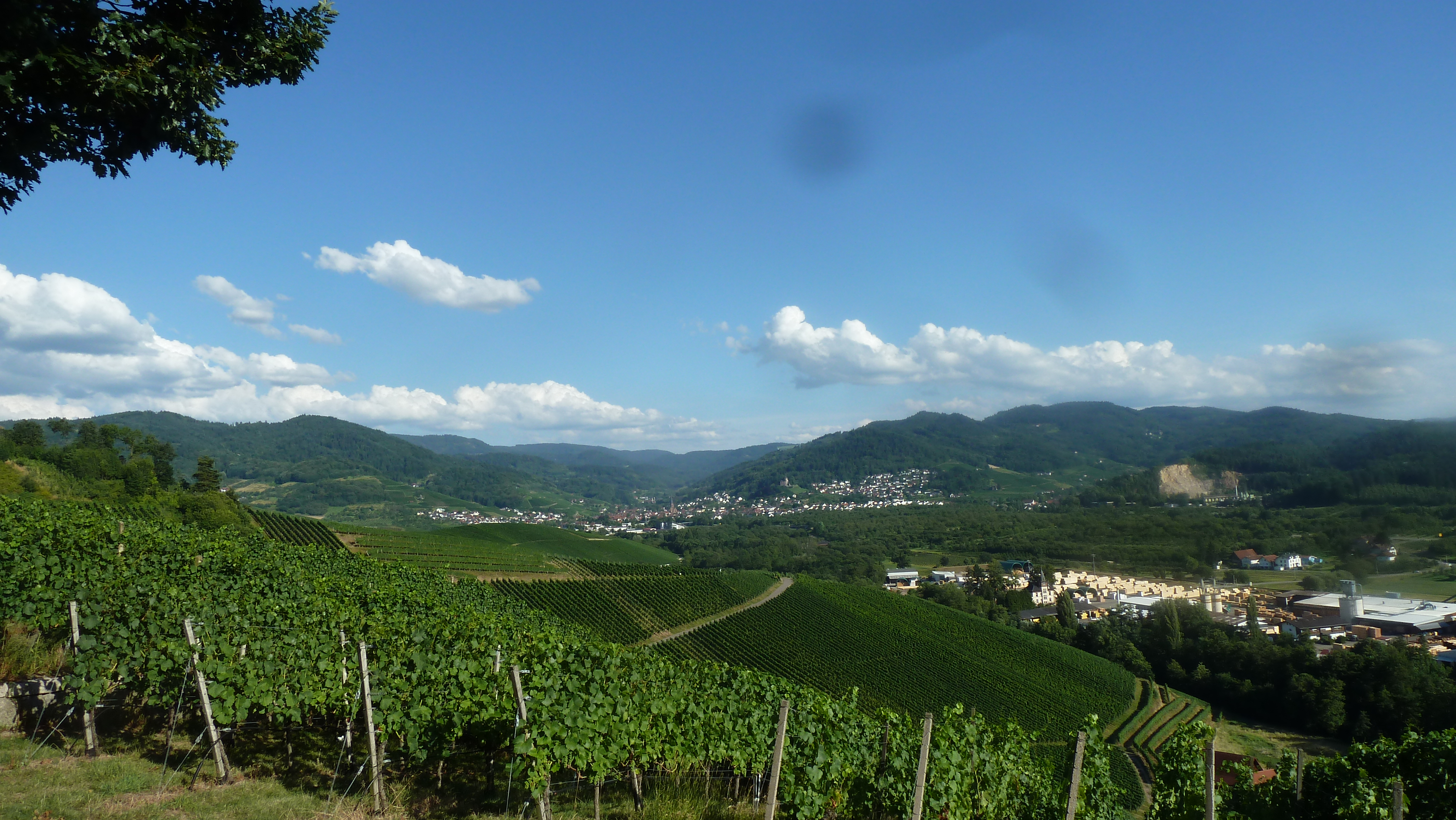
Blick vom Bienenbuckel ins weitere Achertal

Im Zweiten Koalitionskrieg (1799–1802) – insbesondere 1799 – verteidigte der Achertäler Landsturm, dem auch Oberacherner Bürger angehörten, das Achertal gegen die Truppen der französischen Revolutionsarmee. Und auch während der Badischen Revolution zählte Oberachern zu den „unruhigen Orten“.
Mit dem Frieden von Pressburg 1805 wurde die Gemeinde badisch (Kurfürstentum, ab 1806 Großherzogtum Baden) und zählte ab 1807 zum Obervogteiamt bzw. Bezirksamt Achern. 1924 wurde letzteres aufgelöst und dem Bezirksamt bzw. Landkreis Bühl (seit 1939) zugeordnet. In der Nachkriegszeit war sie Bestandteil des Landes (Süd-)Baden und von 1952 bis 1973 des Regierungsbezirks Südbaden.
Auch dieser hatte nur bis zur Kreisreform 1973 Bestand, denn mit der Gebietsreform wurde Oberachern Bestandteil des neugebildeten Ortenaukreises mit Sitz Offenburg. Ebenfalls in den 1970er Jahren erfolgte am 1. Januar 1971 die Eingemeindung in die spätere Große Kreisstadt Achern, obwohl sich die Bevölkerung in einer Anhörung dagegen ausgesprochen hatte.
Was die Landwirtschaft anbelangt, war die Gemeinde jahrhundertelang vom Hanfbau geprägt, der auch einen gewissen Wohlstand mit sich brachte. Mit dem Niedergang desselben entwickelte sich eine Landwirtschaft, die zwar wieder von Sonderkulturen geprägt war; nun waren es aber der Obst- und Weinbau. Neben Qualitätsobst und einem hervorragenden Wein sind es insbesondere Zwetschgen und Süßkirschen, die zu qualitativ hochwertigen Edelbränden gebrannt werden (u. a. „Schwarzwälder Kirschwasser“).
Seit 1898 ist Oberachern auch an das Eisenbahnnetz angebunden, als die Achertalbahn eröffnet wurde. Haltestellen sind der Bahnhof und die ehemalige Bindfadenfabrik, deren Direktor Wilhelm Nauwerck Mitinitiator der Achertalbahn war. Bis 2012 waren auch beide Haltestellen Zusteigemöglichkeiten für den historischen Dampfzug, der über viele Jahre eine touristische Attraktion im Achertal war.
Die örtliche Geschichte, das Handwerk und die traditionsreiche Landwirtschaft spiegelt der „badische Maibaum“ wider, der jährlich vom Heimat- und Verschönerungsverein auf dem Kirchplatz aufgestellt wird. In den badischen Farben gelb-rot gehalten, zeigt er neben dem badischen und dem örtlichen Wappen verschiedene Handwerker- und Vereinswappen und einen Strohkranz, der für die Landwirtschaft wie auch für die frühere Bedeutung des Bienenbuckels als Alarmierungsposten steht.

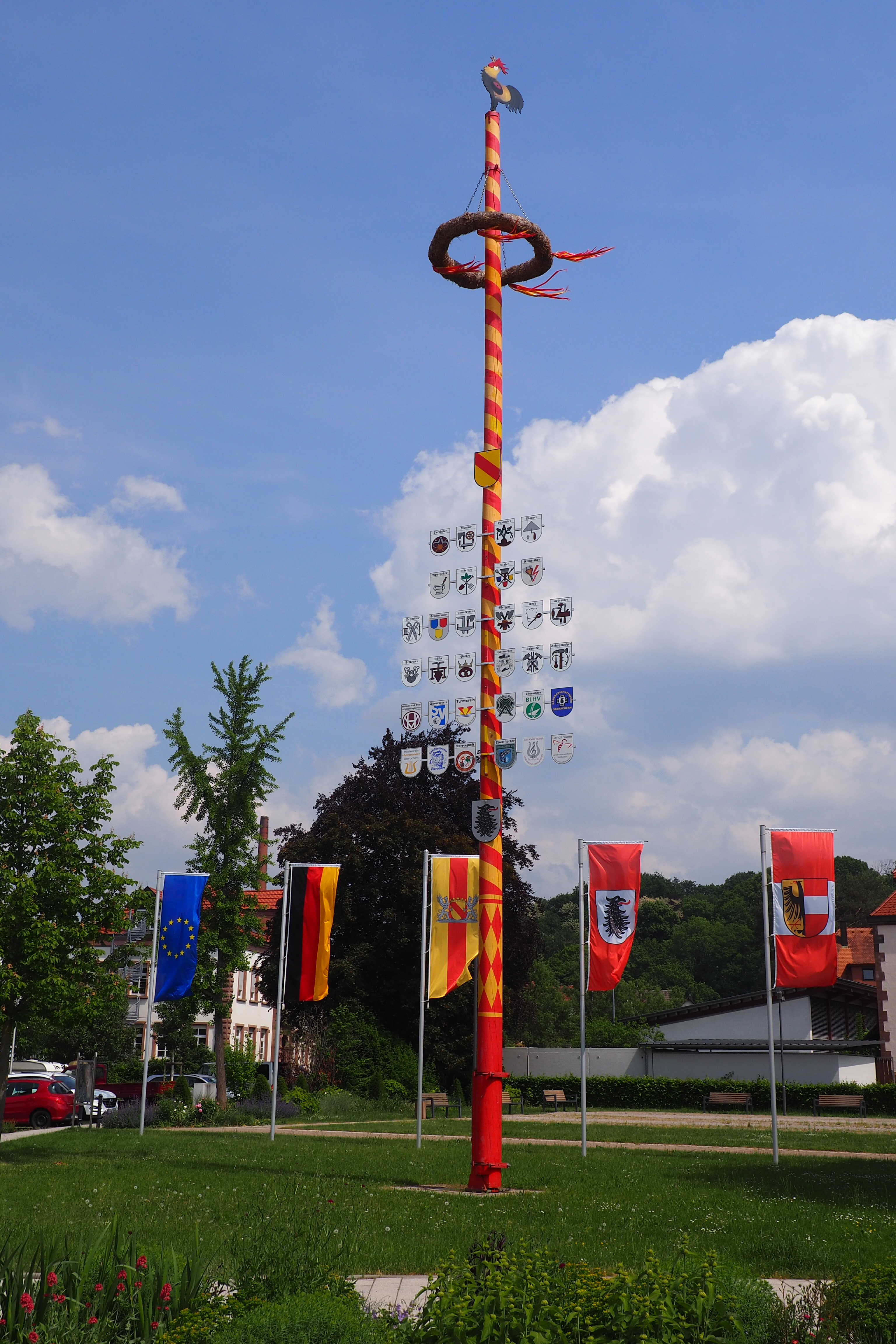
„Badischer Maibaum“ in Oberachern

## Wappen

Wappen von Oberachern

Das Wappen zeigt in Silber ein nach links gekehrter schwarzer Adlerrumpf mit roter Zunge.
Der historische Ursprung des Wappens ist das adlige Geschlecht derer von Freischbach (auch Freispach). Ein Angehöriger der Familie, Christoph von Freischbach, war von 1595 bis 1606 Eigentümer des Oberacherner Wasserschlosses. Als im März 1900 die Gemeinde ein neues Dienstsiegel benötigte, schlug das großherzoglich-badische Generallandesarchiv in Karlsruhe einen Angelhaken vor – das Wappen der Herren von Achern. Der Gemeinderat bevorzugte aber das Freischbach’sche Wappen und beschloss am 20. Juni die Annahme desselben mit den vorgeschlagenen Farben.
Das Oberacherner Wappen ist in Baden einzigartig, denn verschiedene Orte führen einen Angelhaken. Ein Adlerrumpf ist aber nicht vertreten.

## Einwohnerentwicklung
Einwohnerzahlen der Gemeinde Oberachern (bis zum 31. Dezember 1970) und des Stadtteils Oberachern der Stadt Achern (Volkszählungsergebnisse, amtliche Zahlen des Statistischen Landesamts, nur Hauptwohnsitze).
| Jahr               | Einwohner |
| ------------------ | --------- |
| 1825               | 1180      |
| Dezember 1855      | 1058      |
| 1. Dezember 1871   | 1068      |
| 1900               | 1604      |
| 16. Juni 1925      | 2197      |
| 13. September 1950 | 2672      |
| 25. Juli 1970      | 3300      |
| 1987               | 3229      |
| 1. Januar 2010     | 4144      |
| 1. Januar 2023     | 4394      |

## Religion und Kirchengeschichte

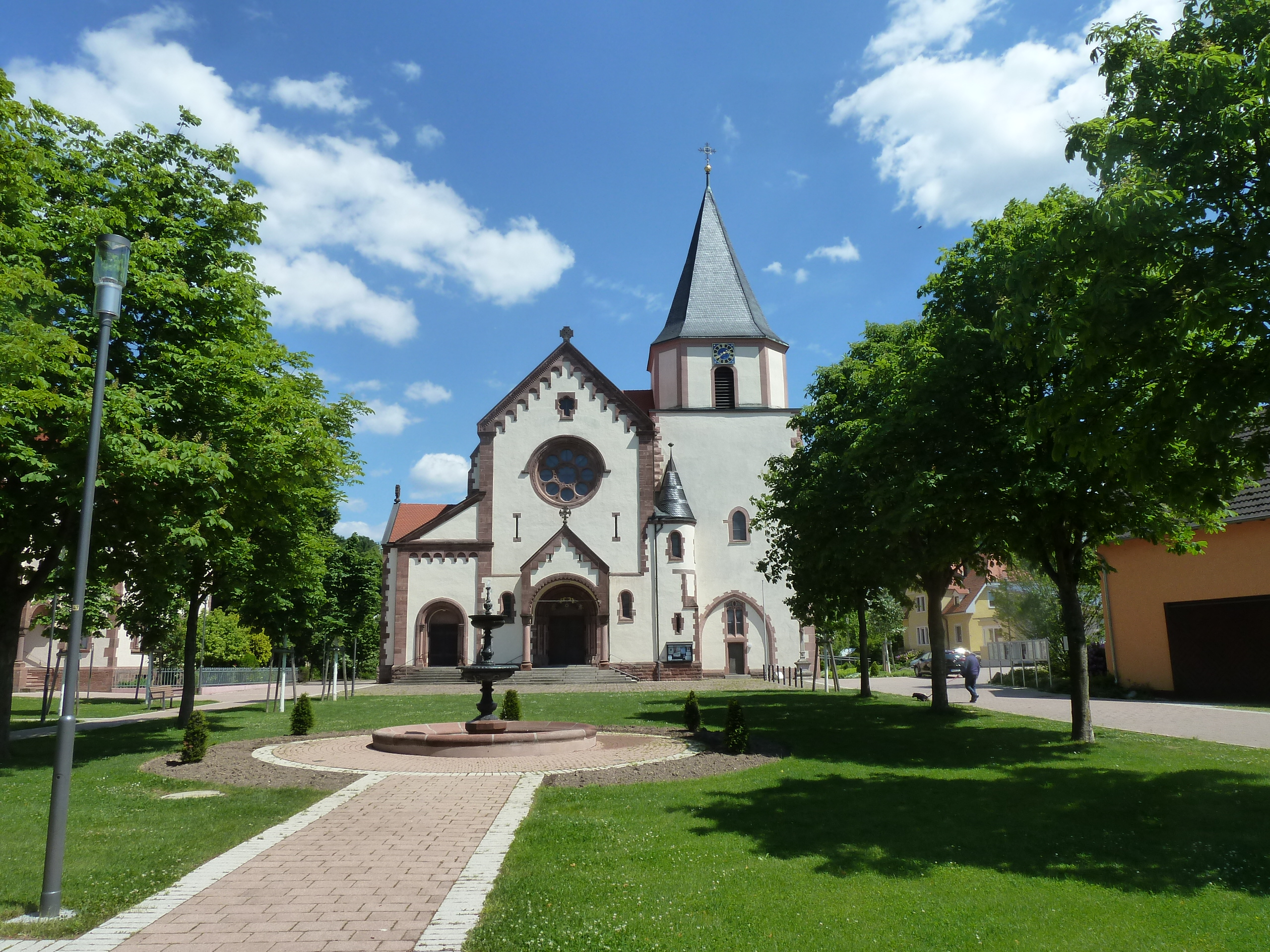
Pfarrkirche „St. Stefan“

Kirchengeschichtlich kann Oberachern – angesichts der Größe der Gemeinde – auf etwas ganz Außergewöhnliches zurückblicken: Der Ort hatte im Mittelalter zwei Pfarrgemeinden mit zwei Kirchen: St. Stefan und St. Johannes, die beide in verschiedenen Epochen von der ältesten Kirche des Acher- und Sasbachtales, St. Brigitta in Sasbach, abgetrennt wurden.
Die Stefanskirche ist die Mutterkirche des Achertals, wurde erstmals 1360 urkundlich erwähnt, war ursprünglich eine Eigenkirche der Eigentümer des Oberacherner Wasserschlosses und wurde möglicherweise zwischen 1139 und 1179 zur Pfarrkirche. Die Johanneskirche wurde wahrscheinlich nach der Stefanskirche zur Pfarrkirche, die Erstnennung erfolgte aber bereits 1306. Weil die Gemeinde während der Reformation zur vorderösterreichischen Landvogtei Ortenau gehörte, blieb sie bis auf wenige Jahre, als die Landvogtei an den damals evangelischen Grafen Wilhelm von Fürstenberg zur Hälfte verpfändet war, katholisch. Im Zuge dieser kirchenpolitischen Umwälzungen wurden die Pfarrrechte von St. Johannes auf die Liebfrauenkapelle (Nieder-)Achern übertragen (1535) und die Oberacherner Pfarrangehörigen vereinigt. 1903 bis 1905 erfolgte der Neubau der Stefanskirche unter der Leitung von Johannes Schroth. Am 25. September 2005 wurde, beschlossen vom Pfarrgemeinderat im März 2003 und initiiert durch den Architekten Friedhelm Haug aus Achern, der wiederaufgebaute Moroder-Hochaltar aus dem Jahr 1905 der Öffentlichkeit feierlich vorgestellt. Die Johanneskirche wurde 1824 abgerissen, ohne eine Abbildung der Nachwelt zu hinterlassen.
Oberachern gehörte zunächst zum Bistum Straßburg. Als im Zuge der napoleonischen „Flurbereinigung“ das Großherzogtum Baden gebildet wurde und das Bistum Straßburg auch seine Zuständigkeit auf rechtsrheinischem Gebiet verlor, wurde Oberachern Bestandteil des Bistums Konstanz. Diese Zugehörigkeit dauerte allerdings nur bis 1821/27, als das Konstanzer Bistum zugunsten eines neuen Erzbistums in Freiburg (Baden und die beiden Fürstentümer Hohenzollern-Hechingen und Hohenzollern-Sigmaringen) aufgelöst wurde.
Über Jahrhunderte zum Dekanat Ottersweier gehörend, zählt die Pfarrgemeinde heute zum Dekanat Acher-Renchtal mit Sitz in Achern. Aufgrund der neuen Seelsorgestruktur in der Erzdiözese Freiburg war die Pfarrei seit 2002 eine von vier Pfarreien der Seelsorgeeinheit Achern-Stadt und gehört seit 2014 – nach dem Zusammenschluss mit der Seelsorgeeinheit Achern-Land – als eine von acht Pfarreien zur Seelsorgeeinheit Achern. Derzeitige Pfarrer ist Christof Scherer.
Mit der Gründung der großherzoglich-badischen Heil- und Pflegeanstalt Illenau in Achern und der Ansiedlung von größeren Gewerbebetrieben im 19. Jahrhundert kamen auch evangelische Christen nach Oberachern. Diese gehören seit deren Gründung 1905 zur evangelischen Pfarrei Achern. Waren es damals knapp 6 % evangelische Christen, sind es – aufgrund des Zuzugs von Flüchtlingen nach dem Zweiten Weltkrieg und der Ausweisung einer großen Anzahl von Neubaugebieten in den Jahrzehnten danach – zurzeit ca. 16 %, römisch-katholisch 57 %, andere und ohne Religionszugehörigkeit 27 %.

## Politik

### Bürgermeister
An der Spitze der Gemeinde stand – neben dem herrschaftlichen Vogt – ein Heimburger (bereits 1596 schon als Burgermeister bezeichnet) und der „Bauernzwölfer“. Nach dem Anfall an Baden waren der Bürgermeister (zu Beginn auch noch „Vogt“ genannt) und der Gemeinderat, mitunter auch noch ein „Bürgerausschuss“ die Gemeindeorgane.
Die Bürgermeister der Gemeinde Oberachern des 20. Jahrhunderts und die späteren Oberbürgermeister der Stadt Achern¹
- 1899 bis 1909: Josef Keßler
- 1909 bis 1928: Wilhelm Müller
- 1928 bis 1934: Karl Vogt
- 1934/1935: Karl Huber
- 1935 bis 1945: Friedrich Steck
- 1945 bis 1957: Bernhard Früh
- 1957 bis 1970: Franz Stockinger
- 1971 bis 1991: Winfried Rosenfelder¹
- 1991 bis 2007: Reinhart Köstlin¹
- 2007 bis 2023: Klaus Muttach¹
- seit 2023: Manuel Tabor¹

### Ortsrat
Im Gegensatz zu den anderen Stadtteilen ist Oberachern keine Ortschaft im Sinne der baden-württembergischen Gemeindeordnung, das heißt, der Ort verfügt weder über einen Ortschaftsrat noch einen Ortsvorsteher. Aus diesem Grund wurde ein Ortsrat eingerichtet, der im Dezember 2009 seine konstituierende Sitzung hatte. Er besteht – unter der Leitung des Oberbürgermeisters – aus den Mitgliedern des Gemeinderates aus Oberachern sowie weiteren Mitgliedern als Vertreter der Landwirtschaft, des örtlichen Handels und Gewerbes, der kath. Pfarrgemeinde, der Vereine sowie der Antoniusschule. Die Amtszeit der Ortsratsmitglieder deckt sich mit der Amtsperiode des Gemeinderates.

## Kultur, Bildung und Freizeit

### Regelmäßige und traditionelle Veranstaltungen

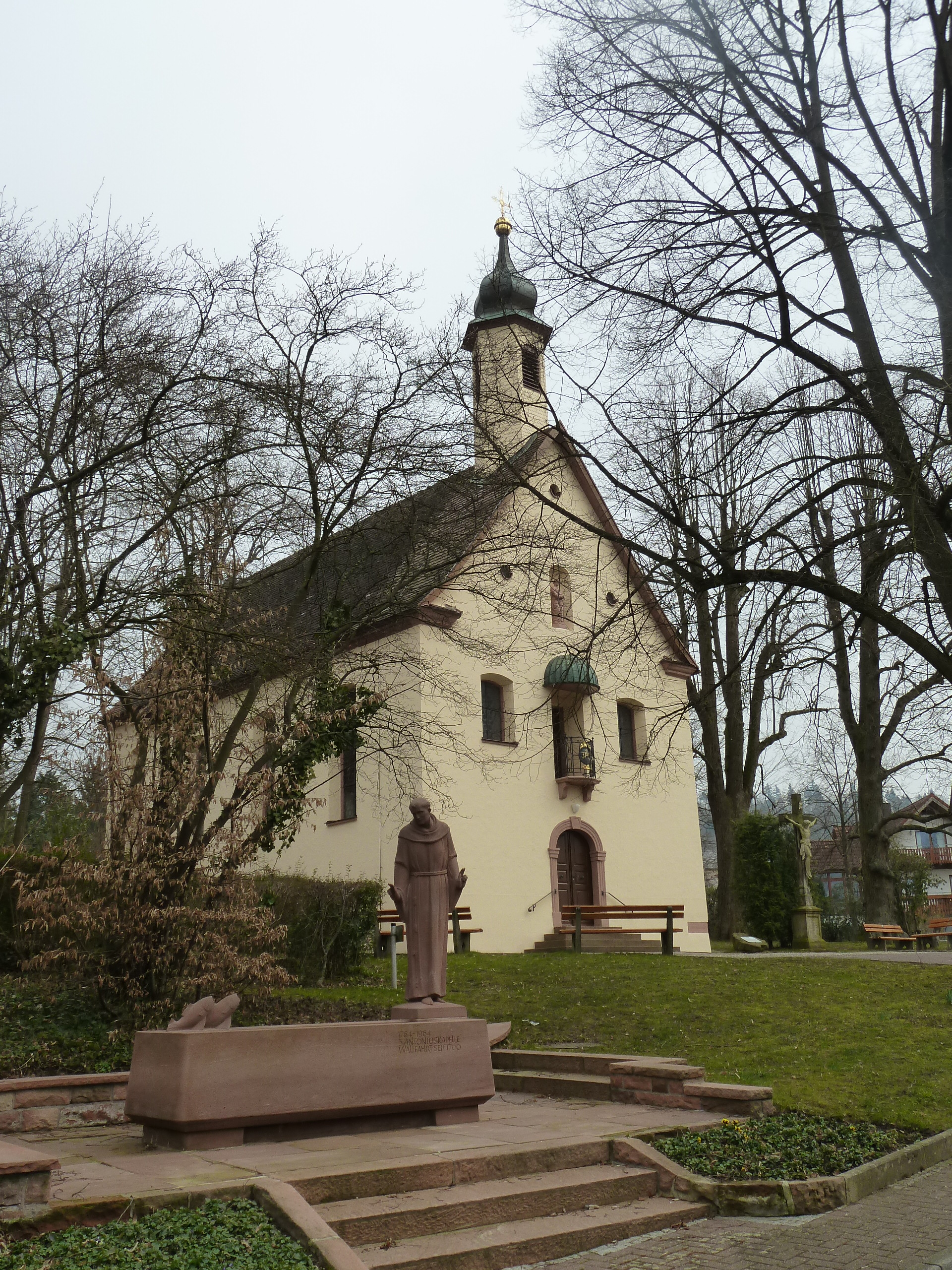
Antoniuskapelle, erbaut 1763/64, mit dem Antoniusbrunnen

- 30. April: Aufstellen des „Badischen Maibaums“ auf dem Kirchplatz.
- Sonntag nach dem 13. Juni: Antoniustag – Feiertag des Ortspatrons, des Hl. Antonius von Padua.
- 26. Dezember: Kirchenpatrozinium Hl. Stephanus.
- Veranstaltungen in der Turn- und Festhalle.

### Bildung
- Antoniusschule (Grundschule) Oberachern.
- Kath. Kindertagesstätte „St. Stefan“ Oberachern.
- Kindertageseinrichtung Antonius Oberachern.

### Sportstätten
- Sporthalle (in Verbindung mit der Turnhalle).
- Waldsportplatz, Spielstätte des SV Oberachern, der derzeit in der Oberliga Baden-Württemberg spielt.
- Fitnesspark beim Waldsportplatz/Waldsee

### Kultur
- Musikverein „Harmonie“ Oberachern mit jährlichem Winterkonzert im Januar
- Gesangverein Oberachern

## Persönlichkeiten
- Jörg von Wimpfen († 15. November 1539), Anführer des Ortenauer Haufens während des Bauernkrieges 1525
- Andreas Friederich, franz. André Friedrich (* 17. Januar 1797 Rappoltsweiler/franz. Ribeauvillé; † 9. März 1877 in Straßburg), war ein elsässischer Zeichner, Bildhauer und Lithograf, hatte familiäre Beziehungen nach Oberachern und hinterließ künstlerische Spuren, Ehrenbürger seit 1858.
- Wilhelm Schwarz (* 14. Februar 1826 in Oberachern; † 13. März 1875 in Melrose, N.Y., USA), bedeutender Methodistenprediger in Amerika, Deutschland, der Schweiz und Frankreich
- Heinrich Hansjakob (* 19. August 1837 in Haslach im Kinzigtal; † 23. Juni 1916 ebenda), Volksschriftsteller. Hansjakob war mehrere Male wegen psychischer Erkrankungen in der Heil- und Pflegeanstalt Illenau in Achern. In dieser Zeit besuchte er regelmäßig den Pfarrer von Oberachern, Albin Kern.
- Friedrich Benz-Meisel (17. August 1853 in Oberachern; † 13. September 1938 in Rorschach im Kanton St. Gallen), Industrieller und Politiker (Mitglied des damaligen Großen Rates des Kantons), 1919 zum Ehrenbürger von Oberachern ernannt
- Hermann Kessler (* 26. Februar 1893 in Oberachern; † 12. Mai 1968 in Karlsruhe), Jurist, Notar und Politiker (FDP)
- Johannes Künzel (* 6. Mai 1899 in Oberachern; † 23. Februar 1978 in Berlin[3]), Politiker (NSDAP), Reichstagsabgeordneter
- Walter Gerteis (* 6. April 1921 in Freiburg im Breisgau; † 17. November 1999), Bildhauer, lebte und wirkte ab 1989 in Oberachern, war Standortkommandant der Acherner Kaserne und ist auf dem Oberacherner Waldfriedhof beerdigt
- Betty Buehler (* 10. Dezember 1921 in Oberachern; † 6. Juli 2012 in Harwich auf Cape Cod), deutsch-amerikanische Schauspielerin
- Dirk Panter (* 7. Februar 1974 in Achern), Politiker (SPD), aufgewachsen in Oberachern